# LaCrosse
LaCrosse és una població dels Estats Units a l'estat d'Indiana. Segons el cens del 2000 tenia 561 habitants.

## Demografia
Segons el cens del 2000, LaCrosse tenia 561 habitants, 221 habitatges, i 152 famílies. La densitat de població era de 401,1 habitants/km².
Dels 221 habitatges en un 31,7% hi vivien nens de menys de 18 anys, en un 59,3% hi vivien parelles casades, en un 7,2% dones solteres, i en un 31,2% no eren unitats familiars. En el 28,5% dels habitatges hi vivien persones soles el 13,1% de les quals corresponia a persones de 65 anys o més que vivien soles. El nombre mitjà de persones vivint en cada habitatge era de 2,54 i el nombre mitjà de persones que vivien en cada família era de 3,1.
Per edats la població es repartia de la següent manera: un 26,9% tenia menys de 18 anys, un 7,3% entre 18 i 24, un 28,9% entre 25 i 44, un 22,1% de 45 a 60 i un 14,8% 65 anys o més.
L'edat mediana era de 37 anys. Per cada 100 dones de 18 o més anys hi havia 86,4 homes.
La renda mediana per habitatge era de 36.667$ i la renda mediana per família de 50.278$. Els homes tenien una renda mediana de 34.583$ mentre que les dones 21.513$. La renda per capita de la població era de 17.962$. Cap de les famílies i l'1,5% de la població estaven per davall del llindar de pobresa.

## Poblacions més properes
El següent diagrama mostra les poblacions més properes.